# Linn Ullmann

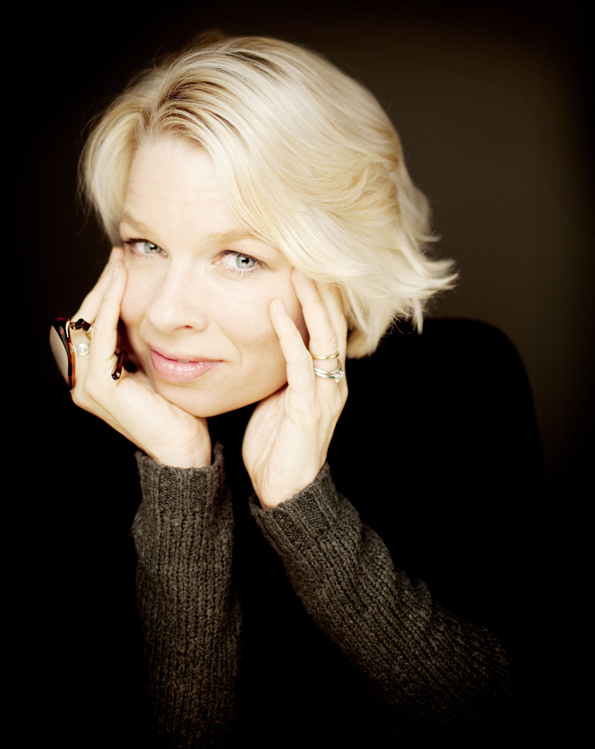
Linn Ullmann

Linn Ullmann, eigenlijk: Karin Beate Ullmann (Oslo, 9 augustus 1966) is een Noors auteur en journalist.
Ullmann  werd geboren in Oslo, maar groeide op in New York. 
Voordat haar boeken werden uitgegeven was ze literatuurcriticus. Ullmann is medeoprichter van de international artist residency foundation The Bergman Estate op Fårö.
In 2011 zat ze in de jury van het Filmfestival van Cannes.
Ze is de dochter van de Zweedse filmregisseur Ingmar Bergman en de Noorse actrice Liv Ullmann. Linn Ullmann is getrouwd met de Noorse auteur Niels Fredrik Dahl en heeft vier kinderen.

## Werk
- Jente, 1983, autobiografische roman, Forlaget Oktober 2021. Nederlandse vertaling: Meisje, 1983, De Geus/Het Getij, Amsterdam, november 2022
- De urolige, autobiografische roman, Forlaget Oktober, Oslo 2015. Nederlandse vertaling: De rustelozen, Hollands Diep, Amsterdam -  oktober 2016. ISBN 978-90-488-3492-1.
- Det dyrebare, roman, Forlaget Oktober, Oslo 2011. Nederlandse vertaling: Dierbaar, De Bezige Bij, Antwerpen 2013. ISBN 978-90-8542-446-8.
- Et velsignet barn, roman, Forlaget Oktober, Oslo 2005. Nederlandse vertaling: Een gezegend kind, Uitgeverij Contact, Amsterdam 2006. ISBN 90-254-2646-8
- Nåde, roman, Forlaget Oktober, Oslo 2002. Nederlandse vertaling: Genade, De Boekerij, Amsterdam 2003. ISBN 90-225-3706-4.
- Når jeg er hos deg, Tiden Norsk Forlag, Oslo 2001. Nederlandse vertaling: Als ik bij je ben, De Boekerij, Amsterdam 2002. ISBN 90-225-3239-9
- Før du sovner, roman, Tiden Norsk Forlag 1998. Nederlandse vertaling: Voor je gaat slapen, De Boekerij, Amsterdam 1999. ISBN 90-225-2629-1.
- Profession: Director. Arne Skouen and his films, Norwegian Film Institute Publications Series No. 8, Oslo 1998
- Men jeg bor her ennå: norsk samtid i prosa (ed), anthologie over hedendaagse Noorse literatuur, Oslo 1997

## Prijzen en onderscheidingen
- 2017 - Doblougprijs
- 2015 - P2-lytternes romanprijs
- 2007 - Gullpennen en Amalie Skramprijs
- 2002 - Den norske leserprisen
- 1999 - TCO:s kulturpris